# Masahiro Endō
Masahiro Endō (jap. 遠藤 雅大, Endō Masahiro; * 15. August 1970 in der Präfektur Tokio) ist ein ehemaliger japanischer Fußballspieler.

## Nationalmannschaft
1994 debütierte Endō für die japanische Fußballnationalmannschaft. Endō bestritt acht Länderspiele.

## Errungene Titel
- J. League: 1997
- J. League Cup: 1998